# غليون سان خوسيه
غليون سان خوسيه هي كانت غليون ضمن البحرية الإسبانية، دخلت الخدمة في عام 1698 وغرقت في عام 1708 بعد معركة مع البحرية البريطانية قبالة سواحل قرطاجنة، كولومبيا. كانت الغليون تحمل حمولة من المعادن الثمينة وقت غرقها تقدر قيمتها ب17 مليار دولار بأسعار عام 2022.